# David Vila Ligero
David Vila Ligero (Cassà de la Selva, Gironès, 1978) és un ambientòleg, polític i director de l'Ens d'Abastament d'Aigua Ter-Llobregat des del 2023.
Llicenciat en Ciències Ambientals per la Universitat de Girona, amb un màster en Gestió Ambiental i un postgrau en Gestió i Administració Local, Vila ha desenvolupat la seva trajectòria professional en l'administració pública local en diferents ajuntaments com el de Mataró, Vallirana, Llagostera i Salt, i és funcionari de l'Ajuntament de Riells i Viabrea, on ha ocupat la plaça de tècnic de medi ambient i contractació pública i on exercí de gerent abans del seu nomenament el juliol del 2018 com a director d'Ens d'Abastament d'Aigua Ter-Llobregat (ATL), organisme que depèn del Departament d'Acció Climàtica, Alimentació i Agenda Rural de la Generalitat de Catalunya.
En el sector privat ha treballat com a consultor i ha centrat la seva activitat en l'administració local, tant en l'àmbit mediambiental com en el de la contractació pública. Ha exercit també funcions gerencials en empreses vinculades a la gestió de residus.
També ha exercit com a regidor de l'Ajuntament de Cassà de la Selva des de l'any 1999 fins al 2015, adscrit al grup d'Esquerra Republicana de Catalunya (ERC).